# Robert B. Corey
Robert Brainard Corey (* 19. August 1897 in Springfield, Massachusetts; † 13. April 1971) war ein US-amerikanischer Biochemiker.
Sein Vater war Ingenieur bei General Electric in Schenectady und später bei einer anderen Firma in Pittsburgh. Corey, der in seiner Jugend an Polio erkrankte und danach deshalb teilweise behindert war, wuchs in Edgewood auf und studierte an der University of Pittsburgh mit dem Bachelor-Abschluss in Chemie 1919. Danach promovierte er 1924 an der Cornell University, wo er Instructor in Analytischer Chemie wurde. Er begann sich für Röntgenbeugung zu interessieren und ging 1928 zu Ralph Wyckhoff an das Rockefeller Institute (heute Rockefeller University), wo er 1930 Associate wurde. Mit Wyckhoff untersuchte er Proteine (und zunächst einfachere organische Moleküle) mit Röntgenkristallographie. Als Wyckhoff 1937 an die National Institutes of Health wechselte, ging Corey zu Linus Pauling an das Caltech, der mit strukturchemischen Untersuchungen von biologisch interessanten Molekülen begonnen hatte. 1938 wurde er Senior Research Fellow, 1946 Research Associate und 1949 Professor für Strukturchemie. 1968 wurde er emeritiert. Damals ließ seine Gesundheit schon stark nach.
Am Caltech bildete er ein erfolgreiches Team mit Pauling, der in der Öffentlichkeit mehr hervortrat und als Theoretiker und durch anregende Vorlesungen brillierte, während Corey die Röntgenstrukturanalysen durchführte. Bekannt wurden insbesondere ihre Arbeiten zur Sekundärstruktur von Proteinen um 1951 (Alpha-Helix, β-Faltblatt). In der Arbeit über die Alpha-Helix wirkte auch Herman Branson mit, ein afroamerikanischer Professor für Physik und Chemie von der Howard University, der Ende der 1940er Jahre Gastwissenschaftler am Caltech war.
Er war Mitglied der National Academy of Sciences (1970). 1964 wurde er Ehrendoktor der University of Pittsburgh.

## Schriften
- mit Pauling, Branson: The Structure of Proteins: Two Hydrogen-Bonded Helical Configurations of the Polypeptide Chain, Proc. Nat. Acad. Sci. USA, Band 37, 1951, S. 205–211, PNAS